# Richard Park
Richard Park, koreanska: 박용수, Bak Yong-Su, född 27 maj 1976 i Seoul, Sydkorea, är en amerikansk före detta professionell ishockeyforward.
Tidigare har Park spelat för NHL-lagen Mighty Ducks of Anaheim, Philadelphia Flyers, Minnesota Wild, Vancouver Canucks, New York Islanders och Pittsburgh Penguins.